# Altstadt (Amburgo)
Altstadt (letteralmente: "città vecchia") è un quartiere della città tedesca di Amburgo. È compreso nel distretto di Hamburg-Mitte.